# Рітвік Гхатак
Рітвік Кумар Гхатак (бенг. ঋত্বিক ঘটক, Rittik Kumar Ghôţok; нар. 4 листопада 1925, Дакка, Східна Бенгалія, зараз Бангладеш — пом. 6 лютого 1976, Калькутта) — бенгальський та індійський письменник, режисер, продюсер, драматург і сценарист, актор театру і кіно.

## Біографія
Рітвік Кумар Гхатак народився 4 листопада 1925 року у Дакка, Східна Бенгалія (тепер — Бангладеш). Навчався у Калькутському університеті, але вченого звання не отримав. 1953 року було завершено його перший повнометражний фільм «Громадянин» (Nagarik), але на екрани він вийшов тільки 1977.
З 1966 по 1967 рік він був заступником директора і викладачем в інституті кіно та телебачення (Пуне).
Рітвік Гхатак помер 6 лютого 1976 року у Калькутті.

## Творчість
Представник так званої калькутської школи, режисер «паралельного кіно» (також: «нової хвилі» чи «нового кіно»), що виникло наприкінці 1960-х років.
Він є режисером восьми повнометражних фільмів.

### Фільмографія
- «Громадянин» (Nagarik, бенг. নাগরিক) (1952, вийшов на екрани 1977)
- «Зворушлива помилка» (Ajantrik, англ. The Pathetic Fallacy) (1958)
- «Утікач» (Bari Thek Paliyee, англ. The Runaway) (1959)
- «Зірка за хмарою» (Meghe Dhaka Тага, англ. The Cloud-Capped Star) (1960)
- «Камал Ґандхар» (Komal Gandhar, англ. A Soft Note on a Sharp Scale) (1961)
- «Суварнарекха» (Subarnarekha, бенг. সুবর্ণরেখা) (1968)
- «Річка, яка називається Тітас» (Titas Ekti Nadir Naam, англ. A River Named Titash) (1973)
- «Причина, суперечка й оповідь» (Jukti, Takko aar Gappo, англ. Reason, Debate and a Story) (1974)